# رقصنده با گرگ‌ها
رقصنده با گرگ‌ها (به انگلیسی: Dances with Wolves) فیلمی حماسی وسترن محصول سال ۱۹۹۰ آمریکا به تهیه‌کنندگی و کارگردانی کوین کاستنر است که بر اساس رمانی به همین نام نوشته مایکل بلیک ساخته شده‌است و داستان سربازی در ارتش اتحادیه را روایت می‌کند. این فیلم به دنبال رفع ممنوعیت اکران فیلم خارجی در داخل کشور ، در پاییز سال ۱۳۷۱ در ایران به نمایش درآمد و طبق آمار  فصلنامه فارابی با فروشی بیشتر از فروش ۳۰۵ میلیون تومانی فیلم دیگه چه خبر، عملا به تنها فیلم خارجی پس از انقلاب بدل گشت که پرفروشترین فیلم سال شده است.

## داستان
کوین کاستنر در نقش یک ستوان آمریکایی بعد از شرکت در جنگ و نشان دادن شجاعت خود به مأموریت در سرزمین سرخ پوستان غرب آمریکا می‌رود، به مرور زمان با سرخ‌پوست‌ها ارتباط برقرار می‌کند و عامل این ارتباط هم زنی سفیدپوست است که چند سرخ‌پوست خشن در زمان کودکی پدر و مادرش را به قتل رساندند و حال وضعیت روانی مناسبی ندارد. نقش اول این فیلم را در زمان تنهایی یک گرگ همراهی می‌کند و در اواخر فیلم این گرگ توسط سفیدپوستان کشته می‌شود. این فیلم گویای یک زندگی پاک و عمیق در طبیعت است و مقایسهٔ سرخ‌پوستان با سفیدپوستانی که هیچ چیز جز تصرف و قدرت برایشان مهم نیست. سرخ‌پوستانی که یک سفید را در خود حل می‌کنند و به خاطر وجود فرهنگ و اخلاق نیک او را جذب خود می‌کنند ولی در مقابل سربازان سفیدپوست مردی از نژاد خودشان (کوین کاستنر) که یک سرخ‌پوست شده را شکنجه می‌کنند.

## جوایز و افتخارات
رقصنده با گرگ‌ها یک فیلم وسترن حماسی محصول ۱۹۹۰ با بازی، کارگردانی و تهیه‌کنندگی کوین کاستنر در اولین کارگردانی بلند خود است. این فیلم اقتباسی از رمان ۱۹۸۸ با گرگ‌ها می‌رقصد اثر مایکل بلیک است که داستان ستوان ارتش اتحادیه جان جی. دونبار (کاستنر) که برای پیدا کردن یک پست نظامی به مرز آمریکا سفر می‌کند و با گروهی از لاکوتاها ملاقات می‌کند.
(کاستنر) فیلم را با بودجه اولیه ۱۵ میلیون دلار توسعه داد. بیشتر دیالوگ‌ها به زبان لاکوتا با زیرنویس انگلیسی گفته می‌شود. از ژوئیه تا نوامبر ۱۹۸۹ در داکوتای جنوبی و وایومینگ فیلمبرداری شده و توسط دوریس لیدر شارژ از گروه مطالعات لاکوتا در دانشگاه سینت گلسکا ترجمه شده‌است.
این فیلم نقدهای مثبتی از سوی منتقدان و تماشاگران دریافت کرد که کارگردانی، بازی‌ها، فیلمنامه، موسیقی متن، فیلمبرداری و ارزش‌های تولید کاستنر را تحسین نمودند. این فیلم با فروش ۴۲۴٫۲ میلیون دلار در سراسر جهان پرفروش شد و چهارمین فیلم پرفروش سال ۱۹۹۰ و پرفروش‌ترین فیلم برای اوریون پیکچرز است. این فیلم در شصت و سومین دوره جوایز اسکار نامزد ۱۲ جایزه اسکار شد و برنده هفت جایزه از جمله بهترین فیلم، بهترین کارگردانی برای کاستنر، بهترین فیلمنامه اقتباسی، بهترین تدوین، بهترین فیلمبرداری، بهترین موسیقی متن و بهترین میکس صدا شد. این فیلم همچنین برنده جایزه گلدن گلوب بهترین فیلم درام شد. این یکی از چهار فیلم وسترن است که برنده اسکار بهترین فیلم شده‌است، سه فیلم دیگر سیمارون (۱۹۳۱)، نابخشوده (۱۹۹۲) و جایی برای پیرمردها نیست (۲۰۰۷) هستند.
این فیلم به عنوان اثری پیشرو برای احیای ژانر وسترن فیلمسازی در هالیوود شناخته می‌شود. در سال ۲۰۰۷، رقصنده با گرگ‌ها برای حفظ در فهرست ملی فیلم ایالات متحده توسط کتابخانه کنگره به عنوان «از نظر فرهنگی، تاریخی، یا زیبایی شناختی مهم» انتخاب شد.

## بازیگران
- کوین کاستنر در نقش ستوان جان جی. دانبار/با گرگ‌ها می‌رقصد (لاکوتا: Šuŋgmánitu Tȟáŋka Ób Wačhí)
- مری مکدانل در نقش ایستاده با مشت (Napépȟeča Nážiŋ Wiŋ)/کریستین گانتر
  - آنی کاستنر (دختر واقعی کاستنر) نقش کریستین گانتر جوان را بازی می کند
- گراهام گرین در نقش پرنده لگدزن (Ziŋtká Nagwáka)
- رادنی ای گرانت در نقش باد در موهایش (Pȟehíŋ Otȟáte)
- فلوید وسترمن در نقش رئیس ده خرس (Matȟó Wikčémna)
- تانتو کاردینال در نقش شال سیاه (Šiná Sápa Wiŋ)
- جیمی هرمن در نقش استون کالف (Íŋyaŋ Ptehíŋčala)
- ناتان لی در تعقیب اسبش در نقش لبخند زیاد (Iȟá S'a)
- مایکل اسپیرز در نقش سمور (Ptáŋ)
- جیسون آر. لون هیل در نقش کرم (Waglúla)
- چارلز راکت در نقش ستوان الگین
- رابرت پاستورلی در نقش تیمونز
- تونی پیرس در نقش اسپایوی
- لری جاشوا در نقش بائر
- کرک بالتز در نقش ادواردز
- تام اِوِرِت در نقش گروهبان فلفل
- مائوری چایکین در نقش سرگرد فامبرو
- وس استودی در نقش سرسخت ترین گرو
- واین گریس در نقش سرگرد
- مایکل هورتون در نقش کاپیتان کارگیل (در نسخه بلند)
- دوریس لدر چارج در نقش پرتی شیلد، همسر رئیس ده خرس (همچنین به عنوان مترجم لاکوتا و مربی مکالمه)
- دونالد هاتن در نقش ژنرال تاید
- فرانک پی کوستانزا در نقش تاکر
- اوتاکویه کانروی در نقش دختر پرنده لگدزن
- جیم ویلسون در نقش دکتر

| جوایز           | جوایز          | جوایز                                       | جوایز                                                                        | جوایز    |
| جایزه           | تاریخ مراسم    | رده                                         | نامزدها و دریافت‌کنندگان                                                      | نتیجه    |
| --------------- | -------------- | ------------------------------------------- | ---------------------------------------------------------------------------- | -------- |
| جایزه اسکار     | ۲۵ مارس ۱۹۹۱   | جایزه اسکار بهترین فیلم                     | جیم ویلسون و کوین کاستنر                                                     | پیروز    |
| جایزه اسکار     | ۲۵ مارس ۱۹۹۱   | جایزه اسکار بهترین کارگردانی                | کوین کاستنر                                                                  | پیروز    |
| جایزه اسکار     | ۲۵ مارس ۱۹۹۱   | جایزه اسکار بهترین بازیگر نقش اول مرد       | کوین کاستنر                                                                  | نامزدشده |
| جایزه اسکار     | ۲۵ مارس ۱۹۹۱   | جایزه اسکار بهترین بازیگر نقش مکمل مرد      | گراهام گرین                                                                  | نامزدشده |
| جایزه اسکار     | ۲۵ مارس ۱۹۹۱   | جایزه اسکار بهترین بازیگر نقش مکمل زن       | مری مکدانل                                                                   | نامزدشده |
| جایزه اسکار     | ۲۵ مارس ۱۹۹۱   | جایزه اسکار بهترین فیلم‌نامه اقتباسی         | مایکل بلیک                                                                   | پیروز    |
| جایزه اسکار     | ۲۵ مارس ۱۹۹۱   | جایزه اسکار بهترین فیلمبرداری               | دین سملر                                                                     | پیروز    |
| جایزه اسکار     | ۲۵ مارس ۱۹۹۱   | بهترین کارگردان هنری                        | Jeffrey Beecroft (Production Design) and Lisa Dean (Set Decoration)          | نامزدشده |
| جایزه اسکار     | ۲۵ مارس ۱۹۹۱   | Best Costume Design                         | Elsa Zamparelli                                                              | نامزدشده |
| جایزه اسکار     | ۲۵ مارس ۱۹۹۱   | Best Sound                                  | Russell Williams II, Jeffrey Perkins, Bill W. Benton, and Gregory H. Watkins | پیروز    |
| جایزه اسکار     | ۲۵ مارس ۱۹۹۱   | جایزه اسکار بهترین تدوین فیلم               | نیل تراویز                                                                   | پیروز    |
| جایزه اسکار     | ۲۵ مارس ۱۹۹۱   | جایزه اسکار بهترین موسیقی فیلم              | جان بری                                                                      | پیروز    |
| جایزه گلدن گلوب | ۱۹ ژانویه ۱۹۹۱ | جایزه گلدن گلوب بهترین فیلم درام            |                                                                              | پیروز    |
| جایزه گلدن گلوب | ۱۹ ژانویه ۱۹۹۱ | جایزه گلدن گلوب بهترین بازیگر مرد فیلم درام | کوین کاستنر                                                                  | نامزدشده |
| جایزه گلدن گلوب | ۱۹ ژانویه ۱۹۹۱ | جایزه گلدن گلوب بهترین بازیگر نقش مکمل زن   | مری مکدانل                                                                   | نامزدشده |
| جایزه گلدن گلوب | ۱۹ ژانویه ۱۹۹۱ | جایزه گلدن گلوب بهترین کارگردانی            | کوین کاستنر                                                                  | پیروز    |
| جایزه گلدن گلوب | ۱۹ ژانویه ۱۹۹۱ | Best Screenplay – Motion Picture            | مایکل بلیک                                                                   | پیروز    |
| جایزه گلدن گلوب | ۱۹ ژانویه ۱۹۹۱ | Best Original Score – Motion Picture        | جان بری                                                                      | نامزدشده |